# Chen Qingchen
Pour les articles homonymes, voir Chen.
Dans ce nom chinois, le nom de famille, Chen, précède le nom personnel.
Chen Qingchen (chinois simplifié : 陈清晨, pinyin : Chén Qīngchén), née le 23 juin 1997, est une joueuse de badminton chinoise. En 2017, elle remporte la médaille d'or lors des championnats du monde dans la catégorie double dames avec sa partenaire Jia Yifan,. Lors des Jeux olympiques de Paris 2024, elle remporte la médaille d'or, toujours avec sa partenaire Yifan.

## Palmarès

### Jeux olympiques
Lors des Jeux olympiques d'été de 2020 à Tokyo, elle remporte la médaille d'argent en double dames, associée à Jia Yifan. Elles s'inclinent en finale contre les indonésiennes Greysia Polii et Apriyani Rahayu.

### Championnats du monde
Lors des Championnats du monde 2017, elle remporte deux médailles : l'or en double dames, associée à Jia Yifan, et l'argent en double mixte avec Zheng Siwei.

### Championnats du monde par équipes
Faisant partie de l'équipe féminine chinoise d'Uber Cup, Chen Qingchen remporte le titre en 2016 à domicile, à Kunshan. Elle dispute deux matches de poules avec Tang Jinhua puis Tang Yuanting. Elle est ensuite alignée en quarts et en demi-finale mais ne joue pas puisque l'équipe se qualifie avant. En finale, associée à Tang Yuanting, elle gagne le match décisif offrant ainsi le titre à son équipe.
En 2018, la Chine est éliminée en demi-finale par la Thaïlande et obtient donc la médaille de bronze. Associée à Jia Yifan, Chen Qingchen dispute 4 matches au cours de cette compétition, pour autant de victoires.
Lors du Championnat du monde par équipes mixtes 2017 (Sudirman Cup), Chen Qingchen dispute 5 matches : deux doubles mixte avec Zheng Siwei et trois doubles dames avec Jia Yifan. La Chine s'incline 3 à 2 en finale contre la Corée du Sud.

### Tournois

#### En double dames
| Année | Tournoi                         | Catégorie                | Partenaire | Résultat  |
| ----- | ------------------------------- | ------------------------ | ---------- | --------- |
| 2023  | Open de Singapour               | Super 750                | Jia Yifan  | Vainqueur |
| 2022  | Open du Danemark                | Super 750                | Jia Yifan  | Vainqueur |
| 2022  | Masters de Malaisie             | Super 500                | Jia Yifan  | Vainqueur |
| 2022  | Masters d'Indonésie             | Super 500                | Jia Yifan  | Vainqueur |
| 2018  | Open de Malaisie                | Super 750                | Jia Yifan  | Finaliste |
| 2018  | Masters de Malaisie             | Super 500                | Jia Yifan  | Finaliste |
| 2017  | Open de Hong Kong               | BWF Super Series         | Jia Yifan  | Vainqueur |
| 2017  | Open de Chine                   | BWF Super Series Premier | Jia Yifan  | Vainqueur |
| 2017  | Open d'Indonésie                | BWF Super Series Premier | Jia Yifan  | Vainqueur |
| 2017  | Open de Suisse                  | BWF Grand Prix Gold      | Jia Yifan  | Vainqueur |
| 2017  | Masters de Thaïlande            | BWF Grand Prix Gold      | Jia Yifan  | Vainqueur |
| 2016  | Dubai World Super Series Finals | Finales des Masters      | Jia Yifan  | Vainqueur |
| 2016  | Open de France                  | BWF Super Series         | Jia Yifan  | Vainqueur |
| 2016  | Open d'Australie                | BWF Super Series         | Bao Yixin  | Vainqueur |
| 2016  | Open de Macao                   | BWF Grand Prix Gold      | Jia Yifan  | Vainqueur |
| 2016  | Bitburger Open                  | BWF Grand Prix Gold      | Jia Yifan  | Vainqueur |
| 2016  | Masters de Chine                | BWF Grand Prix Gold      | Jia Yifan  | Finaliste |
| 2015  | Open du Brésil                  | BWF Grand Prix           | Jia Yifan  | Vainqueur |
| 2014  | Open GPG d'Inde                 | BWF Grand Prix Gold      | Jia Yifan  | Vainqueur |

#### En double mixte
| Année | Tournoi                         | Catégorie                | Partenaire     | Résultat  |
| ----- | ------------------------------- | ------------------------ | -------------- | --------- |
| 2017  | Dubai World Super Series Finals | Finales des Masters      | Zheng Siwei    | Vainqueur |
| 2017  | Open de France                  | BWF Super Series         | Zheng Siwei    | Finaliste |
| 2017  | Open du Danemark                | BWF Super Series Premier | Zheng Siwei    | Finaliste |
| 2017  | Open d'Australie                | BWF Super Series         | Zheng Siwei    | Vainqueur |
| 2017  | Open d'Indonésie                | BWF Super Series Premier | Zheng Siwei    | Finaliste |
| 2017  | Open de Malaisie                | BWF Super Series Premier | Zheng Siwei    | Vainqueur |
| 2017  | Open d'Inde                     | BWF Super Series         | Zheng Siwei    | Finaliste |
| 2016  | Dubai World Super Series Finals | Finales des Masters      | Zheng Siwei    | Vainqueur |
| 2016  | Open de France                  | BWF Super Series         | Zheng Siwei    | Vainqueur |
| 2016  | Open du Danemark                | BWF Super Series Premier | Zheng Siwei    | Finaliste |
| 2016  | Open de Corée du Sud            | BWF Super Series         | Zheng Siwei    | Finaliste |
| 2016  | Open du Japon                   | BWF Super Series         | Zheng Siwei    | Vainqueur |
| 2016  | Open d'Australie                | BWF Super Series         | Zheng Siwei    | Finaliste |
| 2016  | Bitburger Open                  | BWF Grand Prix Gold      | Zheng Siwei    | Vainqueur |
| 2016  | Open de Taïwan                  | BWF Grand Prix Gold      | Zheng Siwei    | Vainqueur |
| 2016  | Masters de Chine                | BWF Grand Prix Gold      | Zheng Siwei    | Finaliste |
| 2016  | Open de Suisse                  | BWF Grand Prix Gold      | Wang Yilyu     | Vainqueur |
| 2016  | Masters de Thaïlande            | BWF Grand Prix Gold      | Zheng Siwei    | Vainqueur |
| 2015  | Open du Brésil                  | BWF Grand Prix           | Zheng Siwei    | Vainqueur |
| 2015  | Open de Nouvelle-Zélande        | BWF Grand Prix Gold      | Zheng Siwei    | Vainqueur |
| 2014  | Bitburger Open                  | BWF Grand Prix Gold      | Zheng Siwei    | Vainqueur |
| 2014  | Open GPG d'Inde                 | BWF Grand Prix Gold      | Huang Kaixiang | Finaliste |

## Parcours junior
Chen Qingchen est multiple championne du monde junior et championne d'Asie.
| Année     | Épreuve       | Partenaire     | Résultat |
| --------- | ------------- | -------------- | -------- |
| 2012 (en) | Par équipes   | -              | Or       |
| 2012 (en) | Double mixte  | Liu Yuchen     | Bronze   |
| 2013 (en) | Double mixte  | Huang Kaixiang | Or       |
| 2013 (en) | Double filles | He Jiaxin      | Argent   |
| 2013 (en) | Par équipes   | -              | Bronze   |
| 2014 (en) | Double filles | Jia Yifan      | Or       |
| 2014 (en) | Double mixte  | Huang Kaixiang | Or       |
| 2014 (en) | Par équipes   | -              | Or       |
| 2015 (en) | Double dames  | Jia Yifan      | Or       |
| 2015 (en) | Double mixte  | Zheng Siwei    | Or       |
| 2015 (en) | Par équipes   | -              | Or       |

| Année     | Épreuve       | Partenaire     | Résultat |
| --------- | ------------- | -------------- | -------- |
| 2012 (en) | Double filles | He Jiaxin      | Bronze   |
| 2012 (en) | Double mixte  | Liu Yuchen     | Bronze   |
| 2012 (en) | Par équipes   | -              | Argent   |
| 2013 (en) | Double filles | He Jiaxin      | Argent   |
| 2013 (en) | Double mixte  | Huang Kaixiang | Bronze   |
| 2013 (en) | Par équipes   | -              | Or       |
| 2014 (en) | Double filles | Jia Yifan      | Or       |
| 2014 (en) | Double mixte  | Huang Kaixiang | Or       |
| 2014 (en) | Par équipes   | -              | Or       |
| 2015 (en) | Double filles | Jia Yifan      | Argent   |
| 2015 (en) | Double mixte  | Zheng Siwei    | Or       |
| 2015 (en) | Par équipes   | -              | Or       |